# Wilhelm Emelé

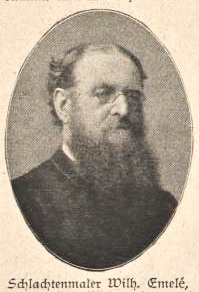
Wilhelm Emelé

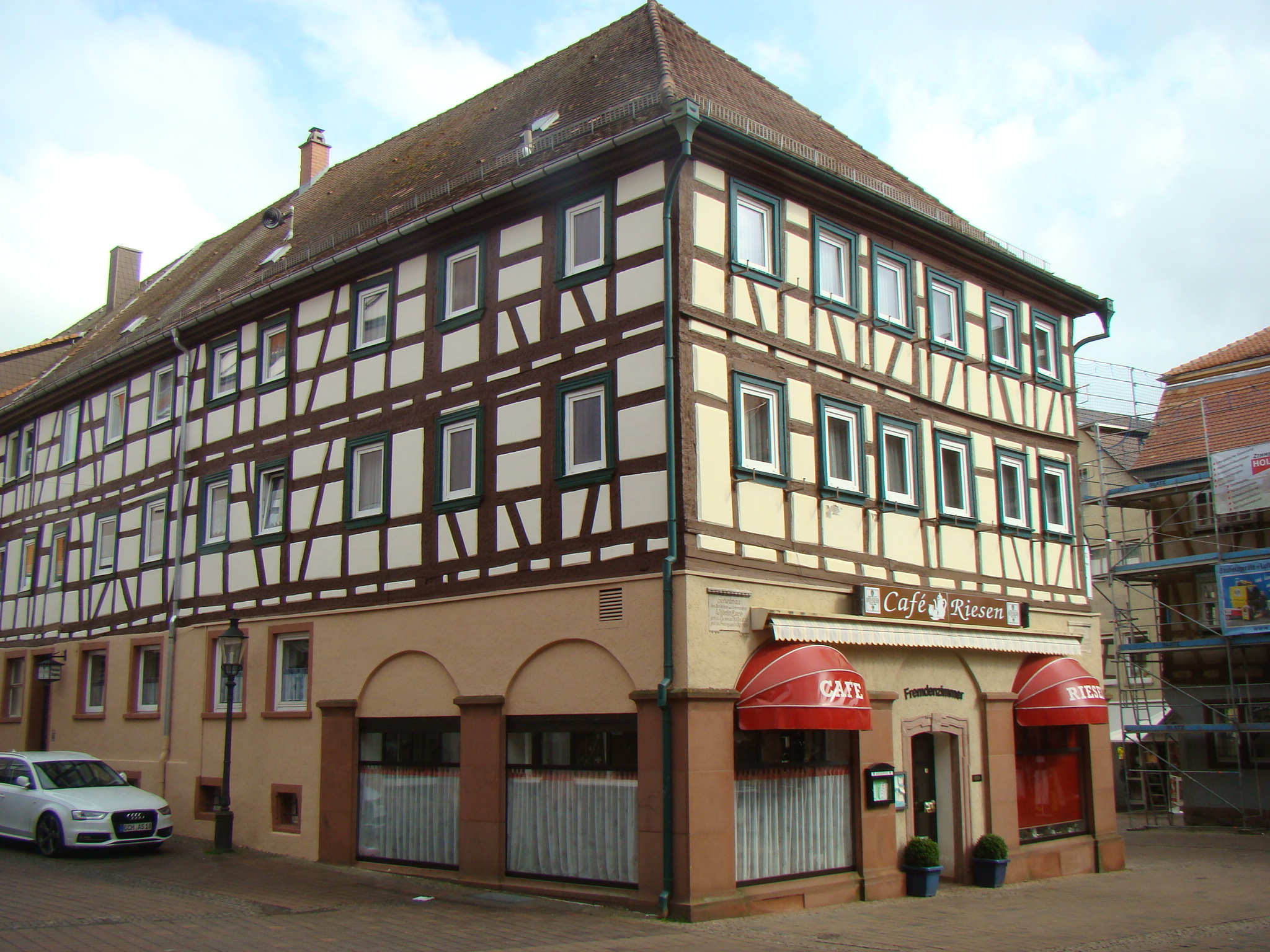
Emelés Geburtshaus in Buchen

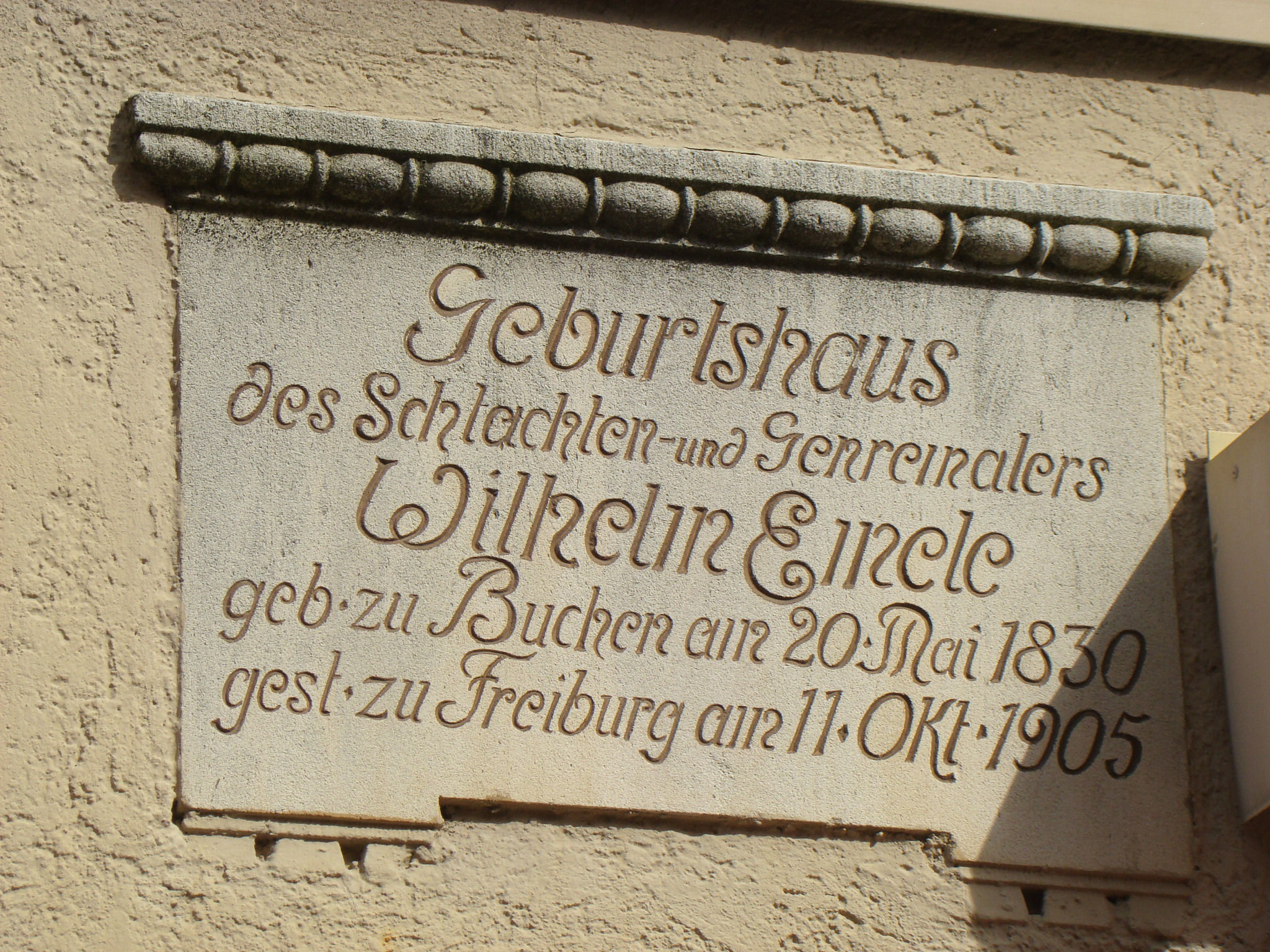
Gedenktafel an Emelés Geburtshaus

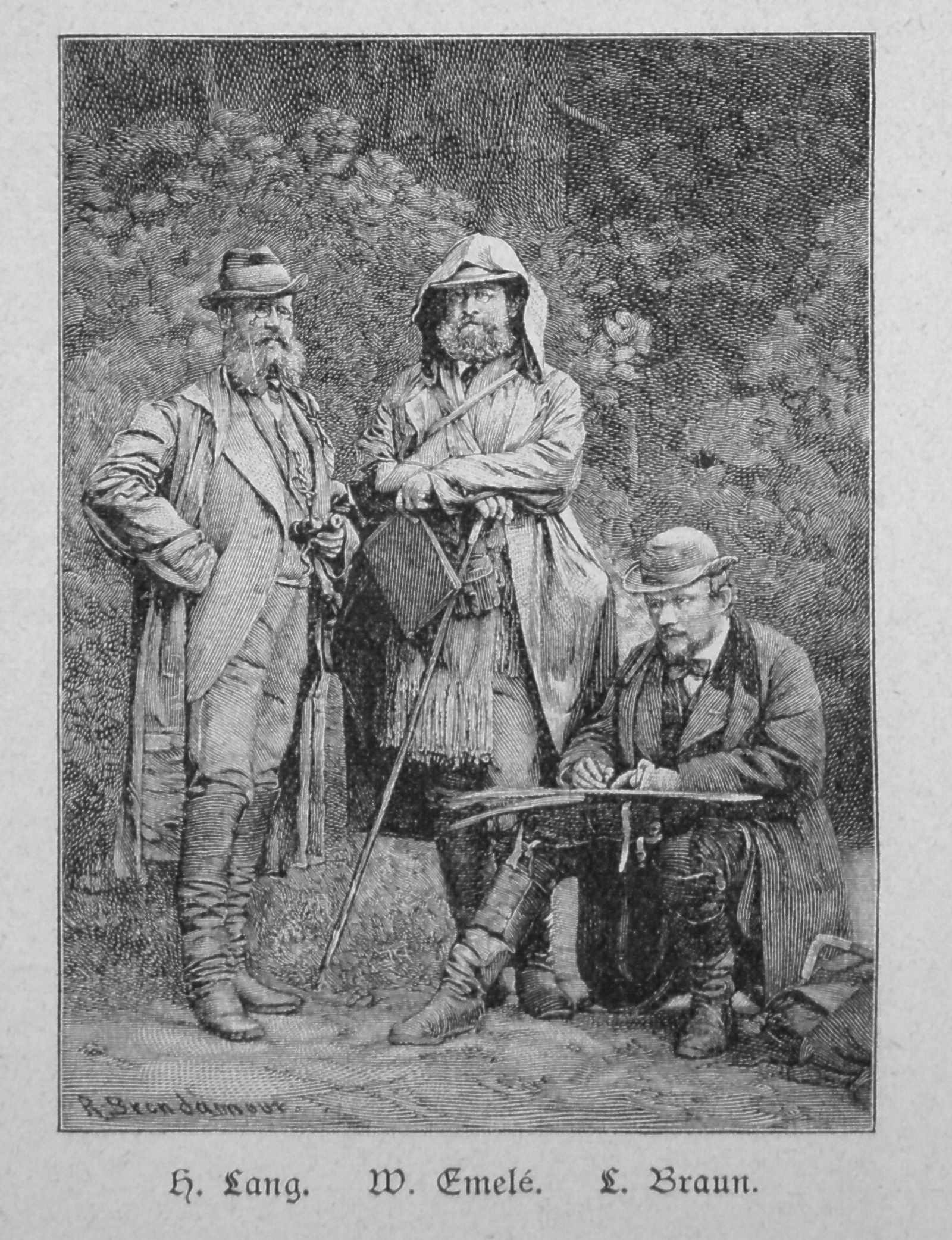
Wilhelm Emelé (Mitte)

Wilhelm Emelé (* 30. Mai 1830 in Buchen (Odenwald); † 11. Oktober 1905 in Freiburg im Breisgau) war ein deutscher Schlachten-, Historien- und Pferdemaler.

## Leben
Wilhelm Emelé war der Sohn eines Gastwirts aus Buchen. Er besuchte zunächst die Kriegsschule in Karlsruhe, verließ diese jedoch und ging 1851 nach München an die Kunstakademie, wo er von Moritz von Schwind gefördert und Schüler des ebenfalls aus dem badischen Odenwald stammenden Feodor Dietz wurde.
Ersten künstlerischen Erfolg hatte er mit seinem Bild Schlacht bei Stockach, das er im Auftrag von Fürst Karl Egon II. zu Fürstenberg malte. Im Anschluss daran beauftragte ihn die Stadt Heidelberg mit einer Darstellung des Brückensturms zu Heidelberg 1799.
Studienreisen führten den Maler anschließend nach Antwerpen und Paris, erfolgreiche Ausstellungen hatte er in Prag und Wien. Gegenstand seiner Kunst waren anfangs Monumentalbilder mit Schlachten aus der Zeit des Dreißigjährigen Krieges bis ins 19. Jahrhundert, die von genauer Kenntnis der militärischen Details zeugen, dabei lebendig charakterisiert und reich an ansprechenden Motiven sind. Wohlhabende und namhafte Auftraggeber machten Wilhelm Emelé zu einem bedeutenden und wohlhabenden Maler seiner Zeit.
1861 ging er nach Wien, bildete sich dort in der Pferdemalerei weiter aus und malte Reiterporträts und ganze Jagdgesellschaften. Zu seinen größeren in Wien entstandenen Arbeiten zählt die für Erzherzog Albrecht gemalte Schlacht bei Würzburg 3. Sept. 1796. Für das Gemälde eines Reitergefechtes aus dem Jahr 1866 erhielt er auf der Wiener Weltausstellung die Kunstmedaille.
Am Deutsch-Französischen Krieg nahm er ab Mitte Oktober 1870 als Schlachtenmaler teil. So malte er den Angriff der Division Bonnemains bei Elsasshausen am 6. August 1870, das Gefecht bei Nuits vom 18. Dezember 1870 (Großherzogliche Galerie in Karlsruhe), die Erstürmung des Bahnhofs von Nuits, die Badische Artillerie im Gefecht vor Dijon und anderes.
Nach Kriegsende 1871 ließ sich Emelé in Karlsruhe nieder, wo er weitere Bilder mit Darstellungen des vorangegangenen Krieges schuf. Ab 1876 war er wieder in München ansässig, wo er insbesondere Genreszenen und Bilder aus dem Reiterleben des 17. und 18. Jahrhunderts malte. Ein Augenleiden hinderte ihn im Alter zunehmend an der Ausübung seiner Kunst. Er starb 1905 nahezu erblindet in Freiburg im Breisgau.

## Werke (Auswahl)
- Der Brückensturm zu Heidelberg 1799.
- Das Gefecht bei Aldenhoven.
- Das Karree in der Schlacht bei Aspern.
- Die Erstürmung des verschanzten Lagers von Famars 23. Mai 1793 durch Erzherzog Karl.
- Der Angriff der französischen Kürassiere auf die Engländer bei Waterloo.